# عين الرباح (الخزازرة)
عين الرباح هي إحدى مشيخات المملكة المغربية، تتبع جغرافيا لإقليم سطات وإداريًا لالخزازرة. يقدر عدد سكانها بـ 3570 نسمة حسب الإحصاء الرسمي للسكان والسكنى لسنة 2004.